# Meister des Astalerfensters
Als Meister des Astalerfensters oder Meister des Astaler-Fensters wird in der Kunstgeschichte ein Glasmaler des Mittelalters bezeichnet. Der namentlich nicht bekannte Künstler war um 1400 tätig und erhielt seinen Notnamen nach den von ihm 1395 im Auftrag des Bürgermeisters Astaler für die erste Münchner Frauenkirche geschaffenen Fenstern. Einige davon noch erhaltene Teile sind heute in Fenstern der Chorkapellen des Nachfolgebaus eingesetzt. Dem Meister und seiner Werkstatt werden aufgrund stilistischer Ähnlichkeiten auch die Glasmalereien des Passionsfensters in der Gertrudkapelle des Augsburger Doms und das Hornbeckfenster in der Freisinger Benediktuskirche zugeordnet.